# 原平市
原平市是中华人民共和国山西省的一个县级市，由忻州市代管。位于山西中北部的忻代盆地内。东临五台，西靠宁武，南与忻州、定襄毗邻，北和代县、朔州接壤。
西汉以来就是山西北部的一个重要县份，也是太原通向塞外的交通枢纽。境内京原、同蒲铁路在市区交汇，朔黄铁路和京原、大运等公路穿境而过，大运高速公路纵贯南北，交通条件极为便利。东西绵亘群山为历代之天然界域，阳武河、滹沱河畔是全市之开阔地带。东西相距62公里，南北长约58公里，总面积2556平方公里。市人民政府駐前进西街835号。

## 历史
原平已有2000多年的城治历史（原县址一直在今原平镇后改新原乡）。战国时属于赵国，秦时，属太原郡。西汉元鼎三年（前114年）始置原平县，属太原郡。东汉建安十五年移置为云中县，属新兴郡。建安十八年复原平县，属雁门郡。
三国时仍为原平县属雁门郡。西晋时永嘉末陷（侨置崞县于今崞阳城）。十六国前期属雁门郡原平县境地，后县治移至今崞阳（至1958年12月）。东晋元兴二年（410年）置石城县（今崞阳），隶属秀容郡。武定四年（547年）改为廓州，领广安、永定、建安三郡。北齐时为北显州属并州省，北周又复石城县属并州总管府。
隋开皇五年（585年）复改石城县，十年（591年）属平寇县，至大業二年（606年）改名崞县。唐貞觀初，崞县属河东道代州管，贞观五年以思结部落驻于秀容境，置怀化县。贞观十二年改属代州，后并入秀容。证圣元年分武延县，神龙元年改称唐林县（在今原平唐林岗）。
五代后一直沿袭崞县至金初为河东北路代州管，金（1128年）改为崞山军。元太祖十四年（1220年）升为崞州，属冀宁路。至元三年（1266年）属太原府。明洪武二年（1369年）改为崞县，洪武八年（1375年）属太原府代州管。清雍正二年（1724年）直隶代州，仍称崞县。
民国属雁门道，亦称崞县。抗战时期，崞县曾按太同（太原—大同）公路分为东西崞县，1946年合并崞县，中共建政后至1958年12月人民政府迁县治于原平，改称原平县。1993年6月7日经山西省人民政府报请国务院批准撤县设市，称原平市（为忻州代管），是全省放权改革试点县（市）之一。

## 人口
根据(山西省)忻州市第七次全国人口普查公报显示：原平市常住人口为413922人。

## 地理
原平地处五台山和云中山之间，滹沱河纵贯南北。原平属温带季风气候，四季分明，季风气候显著。冬寒冷、较长，夏季闷热，春秋较短。1月平均气温−7.7℃，7月平均气温23.3℃，年平均气温9.0℃，降水量417毫米。
| 1981−2010年间原平市的平均气象数据                     | 1981−2010年间原平市的平均气象数据 | 1981−2010年间原平市的平均气象数据 | 1981−2010年间原平市的平均气象数据 | 1981−2010年间原平市的平均气象数据 | 1981−2010年间原平市的平均气象数据 | 1981−2010年间原平市的平均气象数据 | 1981−2010年间原平市的平均气象数据 | 1981−2010年间原平市的平均气象数据 | 1981−2010年间原平市的平均气象数据 | 1981−2010年间原平市的平均气象数据 | 1981−2010年间原平市的平均气象数据 | 1981−2010年间原平市的平均气象数据 | 1981−2010年间原平市的平均气象数据 |
| 月份                                                  | 1月                               | 2月                               | 3月                               | 4月                               | 5月                               | 6月                               | 7月                               | 8月                               | 9月                               | 10月                              | 11月                              | 12月                              | 全年                              |
| ----------------------------------------------------- | --------------------------------- | --------------------------------- | --------------------------------- | --------------------------------- | --------------------------------- | --------------------------------- | --------------------------------- | --------------------------------- | --------------------------------- | --------------------------------- | --------------------------------- | --------------------------------- | --------------------------------- |
| 平均高温 °C（°F）                                     | 0.1 (32.2)                        | 4.3 (39.7)                        | 10.8 (51.4)                       | 19.4 (66.9)                       | 25.4 (77.7)                       | 28.8 (83.8)                       | 29.6 (85.3)                       | 27.7 (81.9)                       | 23.4 (74.1)                       | 17.2 (63.0)                       | 8.3 (46.9)                        | 1.5 (34.7)                        | 16.4 (61.5)                       |
| 日均气温 °C（°F）                                     | −7.0 (19.4)                       | −2.6 (27.3)                       | 3.7 (38.7)                        | 12.0 (53.6)                       | 18.4 (65.1)                       | 22.1 (71.8)                       | 23.7 (74.7)                       | 21.7 (71.1)                       | 16.5 (61.7)                       | 9.9 (49.8)                        | 1.3 (34.3)                        | −5.1 (22.8)                       | 9.6 (49.2)                        |
| 平均低温 °C（°F）                                     | −12.7 (9.1)                       | −8.2 (17.2)                       | −2.3 (27.9)                       | 4.8 (40.6)                        | 11.1 (52.0)                       | 15.5 (59.9)                       | 18.3 (64.9)                       | 16.6 (61.9)                       | 10.9 (51.6)                       | 4.0 (39.2)                        | −4.0 (24.8)                       | −10.4 (13.3)                      | 3.6 (38.5)                        |
| 平均降水量 mm（）                                     | 1.7 (0.07)                        | 3.0 (0.12)                        | 9.1 (0.36)                        | 15.9 (0.63)                       | 35.2 (1.39)                       | 58.0 (2.28)                       | 97.0 (3.82)                       | 104.2 (4.10)                      | 58.2 (2.29)                       | 19.8 (0.78)                       | 8.0 (0.31)                        | 1.8 (0.07)                        | 411.9 (16.22)                     |
| 平均降水天数（≥ 0.1 mm）                              | 1.7                               | 2.4                               | 3.7                               | 4.3                               | 5.7                               | 9.7                               | 13.3                              | 12.8                              | 9.2                               | 5.4                               | 3.0                               | 1.3                               | 72.5                              |
| 平均相對濕度（％）                                    | 47                                | 43                                | 44                                | 40                                | 43                                | 54                                | 67                                | 71                                | 67                                | 58                                | 53                                | 49                                | 53                                |
| 月均日照時數                                          | 185.7                             | 185.8                             | 211.2                             | 238.0                             | 273.8                             | 255.2                             | 226.4                             | 222.6                             | 217.6                             | 216.3                             | 181.6                             | 170.5                             | 2,584.7                           |
| 可照百分比                                            | 62                                | 62                                | 57                                | 60                                | 62                                | 58                                | 50                                | 53                                | 59                                | 62                                | 60                                | 58                                | 58                                |
| 来源：中国气象局（1971−2000年间的降水天数和日照数据） |                                   |                                   |                                   |                                   |                                   |                                   |                                   |                                   |                                   |                                   |                                   |                                   |                                   |

## 自然资源
原平市共有土地3840553.17亩，其中农用地2009911.54亩，含耕地1225783.6亩，林地380674.5亩，园地165918.03亩，牧草地30280.57亩，建设用地207254.57亩。
原平市矿产资源丰富，分布较广，素有“东山摇钱树，西山聚宝盆，中间米粮川”之称。“东山摇钱树”是指东社等东山地区乡镇，盛产水果，尤其以同川梨负盛名，曾为帝王贡品，在全国果品鉴定会上一举夺魁，现在年产水果达2万余吨，是山西省最大的水果产区之一和全国酥梨生产基地。
“西山聚宝盆”是指轩岗等西山地区乡镇矿产资源十分丰富，有煤、铝、铁、石灰岩、钾长石、硅石、铜矿、粘土等20种之多，其中煤、铁、铝、石灰石储量最多，具有极大的开发价值。原平已探明的矿产包括：
- 煤：原平煤炭储量最大，现已探明保有储量11．2亿吨，含煤岩系展布面积400平方公里，煤层平均厚度19—20米，且埋藏浅，煤质高，多系气煤、肥煤、焦煤等上好的工业用煤，发热量在6500—7300大卡左右。
- 铁：初步探明储量2.9亿吨，面积6平方公里，长达2900余米，矿体埋藏浅，出露良好，易采易选，矿体成份简单，矿点大都分布在铁路沿线和干线公路两侧，运输方便，开采条件优越。
- 铝：铝土矿分布面积与煤田面积基本一致，主要分布在段家堡、官地、牛食尧、长梁沟、龙宫、神山堡等地，已探明储量1.25亿吨，矿体平均厚度3米，矿床面积100平方公里，出露良好，剥采比平均为1。矿石氧化铝含量65．44—79．58%，氧化铁含量1．52—2．23%，品位等级优良。
- 石灰石：石灰石是原平最大的矿藏资源，遍布西北大地，估算储量为3019万吨，氧化钙含量一般在48%以上，最高达54%，矿体厚度236.8米，是理想的电石与水泥原料。

此外，本市其它矿产资源还有白方岩、钾长石、硅石、磷矿、铜矿、水晶矿、金矿等以及花岗岩、大理岩、热水、云母、盐碱硝、萤石、石膏等矿化点，而且多数矿层比较稳定，开采条件较好，地理位置适当，便于开发利用。　　
“中间米粮川”是指西镇、大牛店、崞阳、新原、闫庄等平川乡镇，盛产粮食。有玉米、高粮、小麦、水稻、谷子等，总产5亿斤左右。原平又是山西省玉米、高梁定点制种基地，全国最大的青椒制种生产基地，山西省商品粮生产基地和蔬菜生产基地。

## 行政区划
全市辖个4街道、7个镇、7个乡。
北城街道、南城街道、新原街道、吉祥街道、苏龙口镇、崞阳镇、大牛店镇、闫庄镇、轩岗镇、云水镇、同川镇、子干乡、中阳乡、沿沟乡、大林乡、西镇乡、王家庄乡、段家堡乡、山西鲁能晋北铝业工矿区、原平市石豹沟煤矿工矿区、原平农场和原平经济技术开发区。

## 交通
- 铁路： 京原铁路、 同蒲铁路、 韩原铁路（原平站）， 大西高速铁路（原平西站）
- 公路： 二广高速、 108国道、 208国道、 338国道、 206省道、 305省道、 310省道

## 经济
全市经济支柱产业以工业和农业为主体。
- 工业：全市初步形成以化工、煤炭、机械、冶金、建材等五大产业为主体的工业体系。工业产品以煤炭、化工、建材、机械、冶金产品为主，主要有煤、铝加工、草酸、电石、水泥、风机、皮带输送机、锅炉、化肥、磷肥、生铁、糖等产品20余种。有10余种工业产品获国家级、省级优质产品，产品除行销全国各地外，远销海内外。
- 农业：以商品粮、制种、畜牧、经济林、蔬菜等五大基地建设为主体，积极推进农业产业化。

## 文化教育卫生
- 中等专科院校：原平工业学校、原平职业学校、原平农业学校
- 普通高级中学：范亭中学、原平一中、原平二中、忻州四中、轩煤公司中学
- 普通初级中学：城区的原平四中、忻州四中、实验中学和各乡镇联校
- 小学：城区的原平一小~原平八小，兴原实验小学和各乡镇联校
- 幼儿园：城区的原平市示范幼儿园、原平市第二~第四幼儿园和民办幼儿园
- 医疗机构：忻州市第二人民医院、原平铁路医院（原忻州市肿瘤医院）、原平市第一人民医院、原平市第二人民医院、原平市妇幼保健院、轩岗煤电公司医院和各乡镇卫生院、社区卫生服务中心

## 名胜古迹
原平天然名胜、文物古迹遍布全境。现全市有古建筑、古墓葬、古遗址26处，其中省级以上文物保护单位有阳武村朱氏牌楼、练家岗慧济寺、崞阳南桥等3处。比较著名的胜景有“天涯石鼓”、 “五峰叠翠”等，另外还有土圣寺、佛堂寺、楼烦寺、文庙等十余处文物古迹。原平的大营温泉是山西省六大温泉之一，热田面积22平方公里，热水层厚达158米，目前开发已初具规模，是人们旅游、游乐、疗养、避暑的好去处。境内有多处革命纪念地。较为闻名的有续范亭纪念堂，原平市烈士陵园，抗日烈士纪念碑，朱德、刘少奇路居旧址，下神头惨案旧址，峙峪惨案旧址，南神头惨案旧址，以及柏枝山。

## 民俗风情
- 凤秧歌（国家非物质文化遗产保护项目）
- 八音会
- 炕围画

## 名人
- 近现代：傅全有、续范亭、赵尔陆、赵守攻、张中如、张廷桢、陈明山、兰保景、张工、王宇、徐永昌、张劲松、黎玉、张树庭 、张培梅
- 古代：慧远禅师、李福達、武访畴